# Oekraïens basketbalteam (vrouwen)
Het Oekraïens nationaal basketbalteam is een team van basketballers dat Oekraïne vertegenwoordigt in internationale wedstrijden. Ukrainian Basketball Federation is verantwoordelijk voor het team, dat na de onafhankelijkheid van 1991 in 1992 lid werd van FIBA Europe. Daarvoor kende Oekraïne grote successen met het basketbalteam van de Sovjet-Unie. Sinds Oekraïne een eigen nationaal basketbalteam heeft, heeft het land zich enkel vijf keer kunnen kwalificeren voor Eurobasket vrouwen. 

## Oekraïne tijdens internationale toernooien

### Eurobasket
- Eurobasket vrouwen 1995:
- Eurobasket vrouwen 1997: 10e
- Eurobasket vrouwen 2001: 11e
- Eurobasket vrouwen 2003: 11e
- Eurobasket vrouwen 2009: 15e
- Eurobasket vrouwen 2013: 16e
- Eurobasket vrouwen 2015: 16e
- Eurobasket vrouwen 2017: 10e
- Eurobasket vrouwen 2017: 16e

### Olympische Spelen
- Olympische Spelen 1996: 4e